# Crkva Presvetog Trojstva u Dvorancima
Crkva Presvetog Trojstva je crkva u naselju Dvoranci koje je u sastavu općine Pisarovina, zaštićeno kulturno dobro.

## Opis dobra
Drvena crkva sagrađena u 18. i obnovljena u 19. stoljeću pripada tipu sakralnih građevina pravokutnog tlocrta s užim pravokutnim svetištem, sakristijom i zvonikom tipa jahač iznad glavnog pročelja. Unutarnji prostor natkriven je drvenim oslikanim tabulatom. Sačuvan je barokni inventar iz vremena nastanka crkve.

## Zaštita
Pod oznakom Z-2355 zavedena je kao nepokretno kulturno dobro – pojedinačno, pravna statusa zaštićena kulturnog dobra, klasificirano kao "sakralna graditeljska baština".